# Folwarki Małe (Brody)
Folwarki Małe (ukr. Малі Фільварки; 1946–1969 Malosiłka, ukr. Малосілка) – dawniej samodzielna wieś, obecnie w granicach miasta Brody na Ukrainie, w jego północnej części. Rozpościera się w wzdłuż ulicy Koniuszkowskiej.

## Historia
Folwarki Małe to dawniej samodzielna wieś. W II Rzeczypospolitej stanowiła gminę jednostkową Folwarki Małe w powiecie brodzkim w województwie tarnopolskiem. 20 października 1933 gminę Folwarki Małe włączono do Brodów.
1 kwietnia 1937 wyłączone z Brodów, tworząc 15 czerwca 1937 gromadę w zbiorowej gminie Suchowola.
Pod okupacją niemiecką w powiecie Złoczów w dystrykcie Galicja, jako część Brodów. Po wojnie włączone do ZSRR, gdzie 18 lipca 1946, jako samodzielna wieś, zostały przemianowane na Małosiłka (Малосілка). 27 czerwca 1969 (jako Małosiłka) zostały ponownie włączone do Brodów
W czasie okupacji niemieckiej mieszkająca tutaj ukraińska rodzina Kutów ukrywała Żydów. W 1992 roku Instytut Jad Waszem uhonorował za to Iwana i Mariję Kutów oraz ich dzieci, Jarosława i Stefaniję (po mężu Kornijenkową), tytułami Sprawiedliwych wśród Narodów Świata.